# New Seoul Philharmonic Orchestra
Das New Seoul Philharmonic Orchestra ist ein selbstverwaltetes privates Orchester in Korea.

## Geschichte
Gegründet wurde es 1991 von Cellist Bong Kim. Der  Name „New Seoul Philharmonic Orchestra“ wurde im Jahr 1999 angenommen. Das Orchester hat über 1200 Konzerten gespielt und wird als das beste private Orchester in Korea angesehen. Jährlich gibt das SPO ca. 80 Konzerte. Dadurch trägt es dazu bei, dass die klassische Musik in Korea popularisiert wird. Der Orchesterleiter Dang Ahn und der künstlerische Direktor Dong-Su Chun leiten das Orchester. Abdrashev Tolepbergen aus Kasachstan war Chefdirigent bis zu seinem Tod 2007.  Seitdem hat das Orchester keinen festen Dirigenten.
Zurzeit arbeitet Stefano Trasimeni aus Italien als Gastdirigent.

## Orchester -Wettbewerb
- Der erste Wettbewerb fand in Seoul Art High School im September 2003 statt.
- Der 2. : am 19. November 2004 – Mozart Halle / am 20. November – Beckstein Hall
- Der 3. : am 24. September 2005 – Seoul Art High School / am 1. Oktober – DS Hall
- Der 4. : am 22. September 2006 – Seoul Art High School / am 30. September – DS Hall
- Der 5. : am 18. September 2007 – Seoul Art High School / am 15. September – World Gloria Center
- Der 6. : am 19.~20. Juli 2008 – Seoul Art High School